# Livilla blandula
Livilla blandula är en insektsart som först beskrevs av Horvath 1905.  Livilla blandula ingår i släktet Livilla och familjen rundbladloppor. Inga underarter finns listade i Catalogue of Life.